# Kandoomaafushi
Kandoomaafushi is een van de onbewoonde eilanden van het Kaafu-atol behorende tot de Maldiven.